# Pahud de Mortanges Trofee
De Pahud de Mortanges Trofee werd in de periode van 1972-2016 door NOC*NSF in een olympisch jaar uitgereikt aan de meest voorbeeldige "opvallende" olympische sporter of sportploeg. Vanaf 2023 wordt de trofee jaarlijks toegekend aan de sporter met het meest inspirerende voorbeeld voor de sport of persoonlijkheid in de sportwereld. Hierbij wordt gekeken naar zaken als fairplay, sportiviteit of de mate waarbij de sporter zich verbindend heeft opgesteld in de periode; 1 april tot en met 31 maart van het daarop volgende jaar. Het olympische criterium is losgelaten.
Charles Pahud de Mortanges was tot 2004 Nederlands meest succesvolle deelnemer aan de Olympische Spelen ooit. Tijdens drie Olympische Spelen (1924, 1928 en 1932) veroverde hij als militair-ruiter in totaal vier gouden en één zilveren medaille. Later was hij voorzitter van het NOC en lid van het IOC.

## Overzicht van winnaars
| Jaar | Winnaar | Discipline   | Beredenering |
| ---- | --- | ------------ | --- |
| 1972 | De Olympische vrouwen turnploeg; Ans Dekker, Ikina Morsch, Ans van Gerwen, Linda Toorop, Margo Velema, Nel van der Voort en Margoth Hilders | Turnen       | |
| 1976 | Piet Kleine | Schaatsen    | |
| 1980 | Annie Borckink | Schaatsen    | |
| 1984 | Jolanda de Rover | Zwemsport    | |
| 1988 | Yvonne van Gennip | Schaatsen    | |
| 1992 | Ellen van Langen | Atletiek     | |
| 1996 | Nico Rienks | Roeien       | |
| 1998 | Erben Wennemars | Schaatsen    | |
| 2000 | Peter Blangé | Volleybal    | |
| 2002 | Jochem Uytdehaage | Schaatsen    | |
| 2004 | Chiel Warners | Atletiek     | |
| 2006 | Marianne Timmer | Schaatsen    | |
| 2008 | Anky van Grunsven | Paardensport | |
| 2010 | Nicolien Sauerbreij | Snowboarden  | |
| 2012 | Epke Zonderland | Turnen       | |
| 2014 | Michel en Ronald Mulder | Schaatsen    | |
| 2016 | Churandy Martina | Atletiek     | |
| 2023 | Sanne van Dijke | Judo         | Tegenstandster raakte geblesseerd en Van Dijke droeg de tegenstandster van de tatami.                                                   |
| 2024 | Dennis Warmerdam | Hockey       | Kreeg zeldzame vorm van kanker, amputatie dreigde, herstelde zich en kwam in de Nederlandse ploeg.                                      |
| 2025 | Liesette Bruinsma | Zwemsport    | Inzet voor de Paralympische sport met de blindentribunes in de zwemsport, waardoor blinden en slechthorende de wedstrijd kunnen volgen. |